# Juanulloa parasitica
Juanulloa parasitica ist eine Pflanzenart aus der Gattung Juanulloa in der Familie der Nachtschattengewächse (Solanaceae).

## Beschreibung
Juanulloa parasitica ist eine halbstrauchartiger, unbehaarter Epiphyt, der oftmals viele wenig oder nicht verzweigte Äste ausbildet. Die jüngeren Äste sind kantig und violett gefärbt. Die Blattstiele sind 1,5 bis 3 cm lang, an der Basis oftmals umgebogen, die Laubblätter stehen wechselständig oder fast paarweise. Sie sind länglich-elliptisch oder nahezu umgekehrt eiförmig oder lanzettlich, ganzrandig oder mit leicht eingebogenem Rand. Sie sind glänzend, durch Trocknen werden sie durchscheinend, lederig, gepunktet und auf der Unterseite etwas blasser, die Nervatur besteht aus fünf bis acht nicht hervortretenden Hauptnerven. Die Basis ist spitz zulaufend und zipfelig. Die Größe der Blätter beträgt meist 10 bis 15 cm, die Breite 5 bis 7 cm.
Die traubigen Blütenstände verzweigen sich gelegentlich dichotom, sind mehr oder weniger hängend und bis zu 15 cm lang. Der violette Blütenstandsstiel und die 6 bis 12 mm langen Blütenstiele sind drehrund. Der orange Kelch ist fleischig, eiförmig, zunächst etwa 2 cm, später 4 cm lang und 2 cm breit. Die ungleich gestalteten, linealisch-länglichen Kelchzipfel sind spitz zulaufend und im Alter mehr und mehr getrennt stehend. Die Krone ist aufgeblasen-bauchig, an der dicksten Stelle 8 mm breit, an der Basis nur 6 mm. Der Kronsaum ist 1 mm breit, die abgerundeten oder fast zugespitzten Kronzipfel sind etwa 4 cm lang. Die Staubfäden sind etwa 8 bis 10 mm lang und an der Basis dicht behaart. Die Staubbeutel sind gleichgestaltig, etwa 8 mm lang. Der Fruchtknoten ist eiförmig-rund und befindet sich auf einer kleinwulstigen Scheibe.
Die Frucht ist eine 2,5 cm lange, fast 2 cm breite Beere. Die violett gefärbten Samen sind von einem glänzenden Fruchtfleisch umgeben.

## Vorkommen
Die Art wächst in Peru und Bolivien.